# Culture des Seychelles

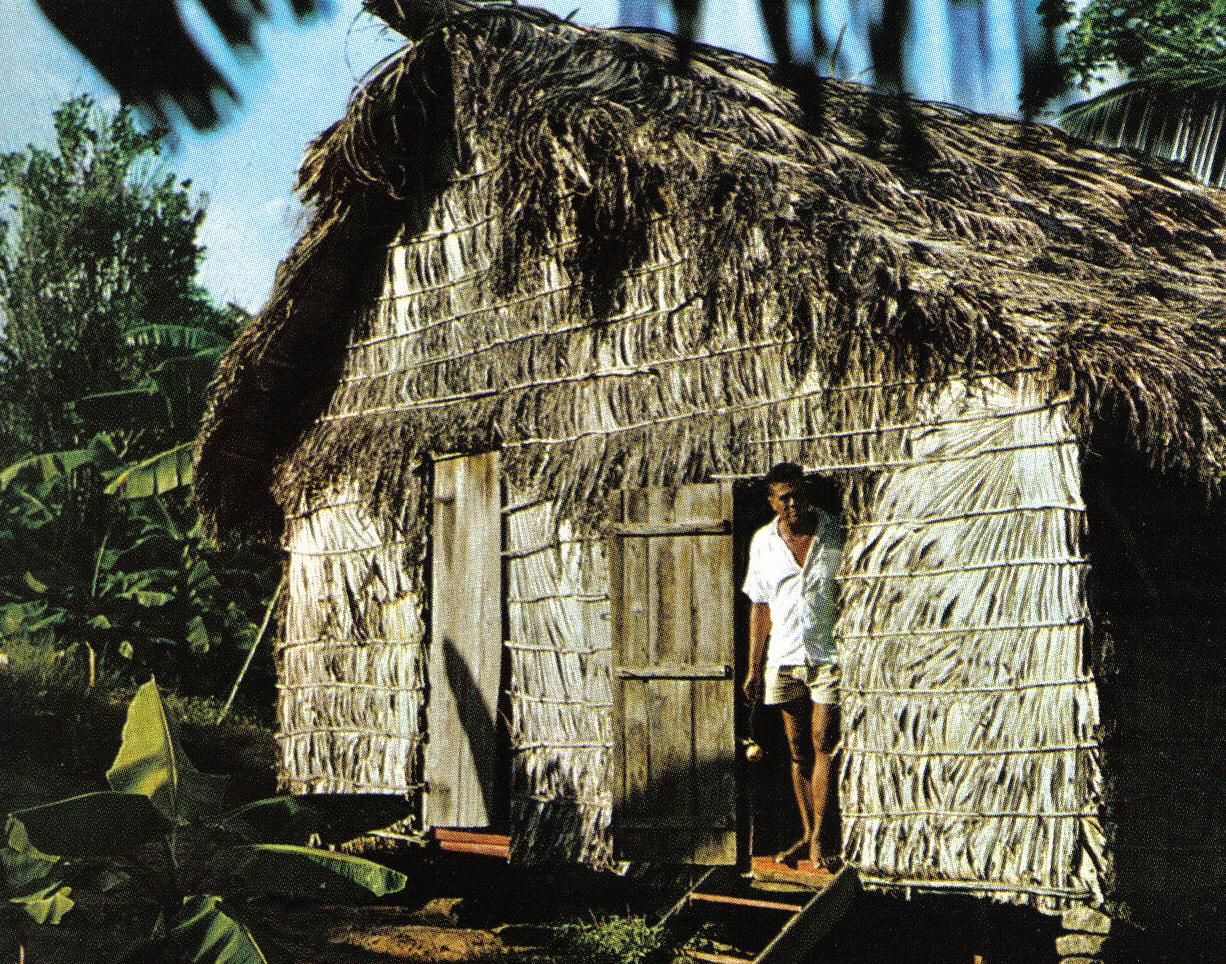
Maison de travailleur agricole (1977)

La culture des Seychelles, petit archipel d'Afrique australe, désigne d'abord les pratiques culturelles observables de ses 100 000 habitants (estimation 2019).

## Langues
- Langues aux Seychelles, Langues des Seychelles

Les Seychelles ont trois langues officielles, le créole seychellois (>95 %), l'anglais (>60 %), le français (>30 %).

## Traditions

### Religion
- Catholicisme (75-82 %)
- Protestantisme (6-10 %), dont anglicanisme (5-6 %)
- Islam, Islam aux Seychelles (1-3 %), Sunnisme, Chaféisme
- Hindouisme, Hindouisme aux Seychelles (en) (2-3 %)
- Autres (<2 %)

### Symboles
- Armoiries des Seychelles
- Drapeau des Seychelles (1996)
- Koste Seselwa, hymne national
- Finis Coronat Opus (en latin), La fin couronne le travail, devise nationale

### Fêtes
- Jours fériés publics aux Seychelles (en)

## Vie sociale
- Liste de Seychellois (en)

### Droit
- Droit seychellois
- Droits LGBT aux Seychelles

### Éducation
- Liste des universités aux Seychelles
- Éducation aux Seychelles (en)
- Université de l'Océan Indien
- Université des Seychelles

### Famille
- Femmes aux Seychelles (en)

### Noms
- Nom de famille, Nom personnel

## Arts de la table
- Cuisine des Seychelles

## Santé et sport

### Sport
- Du sport aux Seychelles
- Seychelles aux Jeux olympiques
- Seychelles aux Jeux paralympiques
- Seychelles aux Jeux du Commonwealth

## Médias
En 2016, le classement mondial sur la liberté de la presse établi chaque année par Reporters sans frontières situe les Seychelles au 92e rang sur 180 pays. La situation s'est plutôt améliorée, mais les limites imposées par l'insularité poussent de nombreux journalistes à l'autocensure. Rien ne doit nuire à l'image d'un paradis touristique.
- Télécommunications aux Seychelles (en)

### Presse écrite
- The Seychelles Nation, quotidien
- Regar

### Radio-Télévision
- Seychelles Broadcasting Corporation (en)[3], Paradise FM

### Internet
- Atlas Seychelles Ltd (1996), Intelvision, Kokonet
- The Pirate Bay, racheté par Riversella Ltd

## Littérature
- Littérature seychelloise[4]
- Écrivains seychellois :
  - Hilda Stevenson-Delhomme (1912-2001), médecin et femme politique
  - Antoine Abel (1934-2004), poète, nouvelliste, romancier, conteur, essayiste...
  - Magie Faure-Vidot (1958-)[5],[6],[7]
  - Christian Servina (1963-), dramaturge
- Prix littéraires :
  - Prix des Mascareignes
  - Prix Antoine Abel, décerné au Festival Kreol Sesel

### Sites
- Encyclopédie des littératures en langues africaines (ELLAF), site ellaf.huma-num.fr
- Site Soumbala.com, Portail francophone du livre africain
- Virginie Coulon, Bibliographie francophone de littérature africaine, EDICEF/AUPELF, 1994
- Anciennes revues des Sychelles, Portail mondial des revues, site sismo.inha.fr

## Arts visuels
- Arts visuels, Arts plastiques, Art brut, Art urbain
- Art africain traditionnel, Art contemporain africain
- Artistes par pays
- Artistes seychellois
- Alliance Française[8]

### Peinture
- Peinture, Catégorie:Peinture par pays
- Quelques artistes seychellois[9] : Michael Adams[10],[11], Niegel Henri[12], Barbara Jenson, Andrew Gee[13], Egbert Marday[14], Sheila Markham[15], George Camille[16], Léon Radegonde[17], George Camille, Gérard Devout, Donald Adelaide[18]

### Sculpture
- Quelques sculpteurs seychellois : Antonio Filippin[19], Tom Bower[20]

## Arts de spectacle

### Musique
- Musiques seychelloises
- Seggae
- Liste de musiciens seychellois (en)
- Angie Arnephy (en) (1997-), Jean-Marc Volcy (en) (1966-)[21], Sandra Esparon (en) (1989-)
- Patrick Victor

### Danse
- Danses traditionnelles[22], séga, moutya, kanmtole, tinge[23]

### Théâtre
- Moutya, proto-théâtre[24]
- Dolfin Cesar (1928-), Geva René (Bolot Feray), Guy Lyonnet
- Christian Servina (1963-), John Etienne (1965-)
- National Theatre, Victoria Theatre, Teatr Veyez, Théâtre de la Jeunesse
- Fabio Paccioni, Animation théâtrale (1983, Unesco)

### Cinéma
- Films tournés aux Seychelles
- Films se déroulant aux Seychelles
- Site OI-Films : le cinéma de l'Océan indien

## Tourisme
- Tourisme aux Seychelles[25],[26]
- Vanilla Islands (en)
- Seychelles Tourism Board (en)
- Attractions touristiques aux Seychelles
- Conseils (diplomatie.gouv.fr) aux voyageurs pour les Seychelles
- Conseils (international.gc.ca) aux voyageurs pour les Seychelles
- Liste des îles des Seychelles
- Liste des aires protégées des Seychelles
- Liste des oiseaux des Seychelles

## Patrimoine
- Liste du patrimoine mondial aux Seychelles, Aldabra, Silhouette, Vallée de Mai
- Liste des musées aux Seychelles (en)

### Discographie
- Musiques populaires des îles Seychelles, Buda musique, Paris ; distrib. Universal
- Les îles Seychelles : les « îles oubliées » de l'océan Indien (collec. Errol Leighton), Arion, Paris, 1977/1997
- Seychelles : musiques oubliées des Iles, danses et romances, Radio-France, Paris ; Harmonia mundi, Arles, 2002